# Simon Grayson
Simon Nicholas Grayson, né le 16 décembre 1969 à Ripon, est un footballeur anglais qui évolue au poste de défenseur entre 1988 et 2005. Il est aujourd'hui reconverti entraîneur.

## Biographie

### Carrière de joueur
Grayson commença sa carrière en 1988 avec Leeds United mais il ne s'imposa pas et fut transféré à Leicester City où il fit 229 matchs et inscrivit 6 buts jusqu'en 1997. Ensuite il partit à Aston Villa puis en 1999 à Blackburn Rovers où il connut en prêt, 4 autres clubs de division inférieure. En 2002, il signe à Blackpool FC pour 3 saisons avant de prendre sa retraite.

### Carrière d'entraîneur

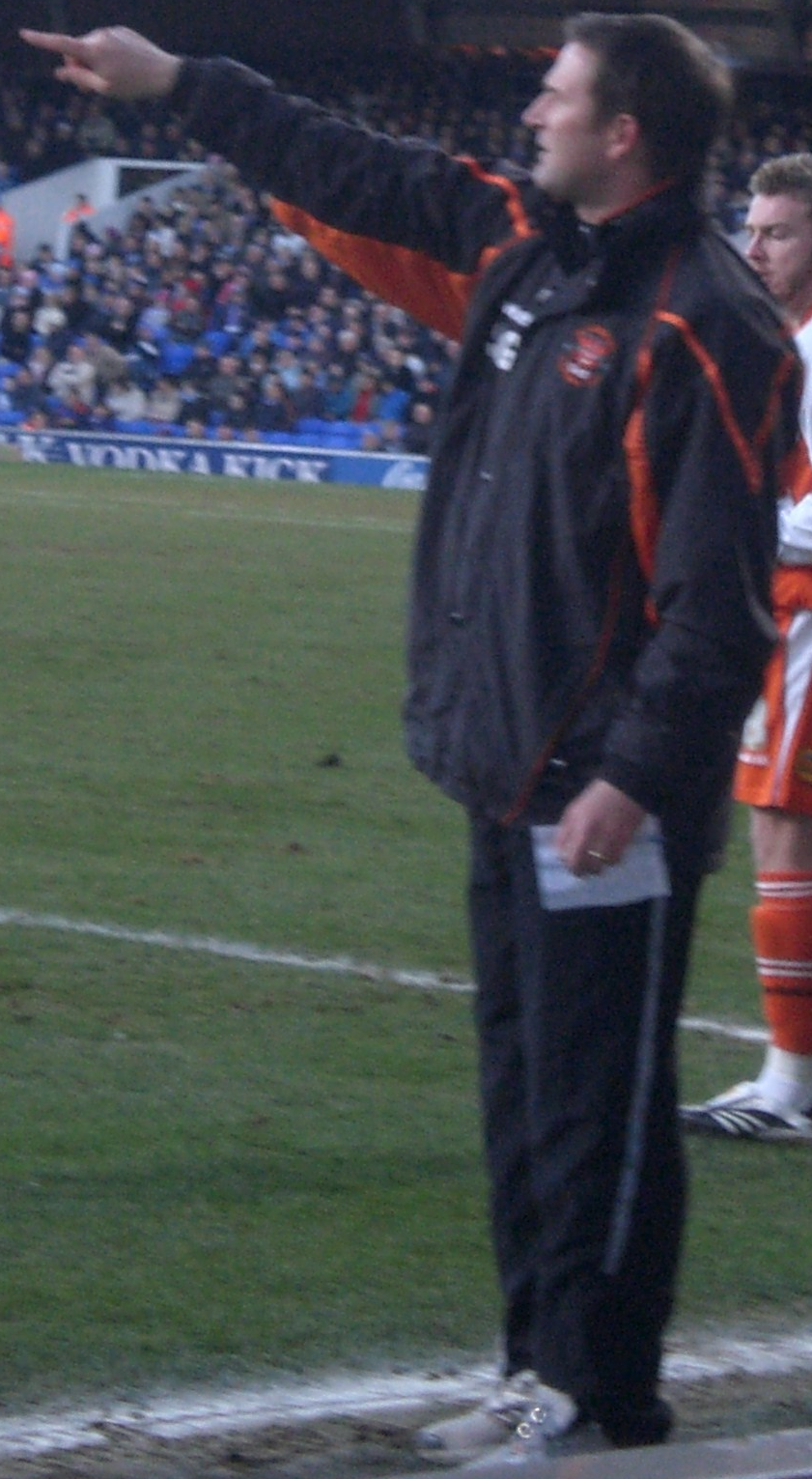
Simon Grayson à Blackpool en 2008.

Il fut entraîneur de la réserve de Blackpool FC dès sa seconde saison avec un certain succès. En novembre 2006, il prend le poste d'entraineur des gardiens puis celui d'entraineur général du club jusqu'en décembre 2008, avec au passage une montée acquise en Championship lors de la saison 2006-2007. Il part ensuite à Leeds United pour remplacer Gary McAllister au même poste. Son départ fut assez controversé, les dirigeants de Blackpool refusant son départ, Grayson remet sa démission, qui ne sera pas acceptée. Finalement, les deux clubs s'entendent sur un montant non révélé pour faire venir le prometteur entraîneur dans le Yorkshire, là où il fut né, et aussi formé comme joueur de football.
Il arrive d'ailleurs comme un sauveur pour les whites, puisque dès son arrivée, il enchaine les bons résultats qui manquaient quelque peu au club à ce moment et les hisse de nouveau en play-off, mais il échoue en demi-finale contre Milwall FC. La saison suivante, il permet au club de finir à la 2e place et d'être promu automatiquement en deuxième division. Et ceci avec la 3e attaque du championnat (76 buts) mais aussi le départ de la star, Jermaine Beckford, parti libre sans que Grayson n'ait pu lui faire prolonger son contrat. Pour une première saison en Championship avec Leeds United, Grayson passera tout près de l'exploit. En effet, il mène l'équipe jusqu'à la deuxième place du classement avant que celle-ci ne s'essoufle et ne finissent finalement que septième, à seulement trois points d'une sixième place qui aurait été synonyme de qualification en barrage pour une montée en Premier League. La déception est de mise et quelques critiques fusent, notamment sur la défense, point faible de l'équipe avec 70 buts encaissés en 46 journées, trop pour une équipe visant la promotion en première division. Faiblesse néanmoins compensée en partie par l'attaque, la 2e du championnat (81 buts marqués), avec quatre joueurs à plus de 10 buts marqués qui sont Luciano Becchio (20 buts), Max Gradel (18 buts), Davide Somma (12 buts) et Jonathan Howson (11 buts). Par ailleurs, la défense n'est pas la seule visée, le recrutement l'est aussi, car rares sont les nouveaux joueurs arrivés lors du mercato d'été qui ont été à leur avantage, même ceux prêtés en express pendant l'hiver tel que Jake Livermore. 
Lors du mercato d'été 2011, Simon fait "une des choses les plus difficiles qu'il ait jamais eu à faire", se séparer de son capitaine, Richard Naylor, qui fut aussi sa première recrue à Leeds. D'autres joueurs majeurs tel que Bradley Johnson et Neil Kilkenny, arrivant en fin de contrat, partent aussi. Les nouveaux joueurs s'annonçaient donc décisifs pour la saison suivante, mais encore une fois, son recrutement est largement critiqué avec des joueurs qui ne réussissent pas à convaincre. De plus, Max Gradel, élu meilleur joueur du club la saison dernière, est vendu à l'AS Saint-Etienne à un an du terme de son contrat. Après un début compliqué, les whites se maintiennent tout de même dans les places de barragistes et quelques joueurs comme Ross McCormack ou Adam Clayton prouvent enfin leur valeur. Malheureusement l'année 2011 se termine difficilement et il réussit à sauver son poste in extremis  contre Burnley FC le 2 janvier avec une victoire 2-1. Par la suite, de plus en plus de fans prennent en partie sa défense pour se retourner contre le président Ken Bates, accusé de faire de Leeds United un club de ventes, notamment à cause de la nouvelle vente d'un joueur majeur, en l'occurrence cette fois-ci le capitaine Jonathan Howson... Grayson est finalement licencié le 1er février 2012 après une défaite 4-1 face à Birmingham City.
Le 20 février 2012, il devient le nouvel entraîneur de Huddersfield Town, club rival de Leeds, qui bataille pour la montée en deuxième division. L'objectif est donc clair et sera atteint puisque le 26 mai ils battent Sheffield United en finale des Play-Off et montent donc en deuxième division.

## Statistiques d'entraîneur
| Blackpool FC      | 10 novembre 2005 | 23 décembre 2008 | 163 | 60  | 51  | 52  | 36,8 |
| Leeds United      | 23 décembre 2008 | 1er février 2012 | 169 | 84  | 40  | 45  | 49,7 |
| Huddersfield Town | 20 février 2012  | 24 janvier 2013  | 49  | 17  | 15  | 17  | 34,7 |
| Preston North End | 18 février 2013  | 29 juin 2017     | 235 | 104 | 74  | 57  | 44,3 |
| Sunderland AFC    | 29 juin 2017     | 31 octobre 2017  | 18  | 3   | 7   | 8   | 16,7 |
| Bradford City     | 11 février 2018  | 8 mai 2018       | 14  | 3   | 5   | 6   | 21,4 |
| Blackpool FC      | 6 juillet 2019   | En cours         | 28  | 12  | 10  | 6   | 42,9 |
| Total             | Total            | Total            | 679 | 283 | 202 | 191 | 41,9 |

## Palmarès
En tant que joueur, Grayson remporte notamment la Coupe de la Ligue anglaise avec Leicester City en 1997. Il remporte également les barrages de promotion en première division avec ce même club à deux reprises en 1994 et 1997. Sous les couleurs du Blackpool FC, il remporte le Football League Trophy en 2004.
En tant qu'entraîneur, il termine vice-champion de troisième division avec Leeds United en 2010. Il remporte par ailleurs les barrages de promotion en deuxième division à deux reprises avec Blackpool en 2007 puis Huddersfield Town en 2012.